# Robbie Hooker
Robert Hooker, plus connu sous le nom de Robbie Hooker (né le 6 mars 1967 en Australie), est un footballeur international australien, qui évoluait au poste de défenseur, avant de devenir entraîneur.

## Biographie

### Carrière de joueur

#### Carrière en sélection
Avec l'équipe d'Australie, il dispute 22 matchs (pour 2 buts inscrits) entre 1990 et 1998. Il figure notamment dans le groupe des sélectionnés lors de la Coupe d'Océanie de 1996.
Il dispute également la Coupe des confédérations de 1997 avec la sélection australienne.

## Palmarès
Australie
- Coupe d'Océanie (1) :
  - Vainqueur : 1996.

- Coupe des confédérations :
  - Finaliste : 1997.